# Garak-dong, Busan
Garak-dong (koreanska: 가락동) är en stadsdel i staden Busan i den sydöstra delen av Sydkorea, 300 km sydost om huvudstaden Seoul. Den ligger i stadsdistriktet Gangseo-gu.